# جيري غودمان
جيري غودمان (بالإنجليزية: Jerry Goodman)‏ هو عازف جاز أمريكي، ولد في 16 مارس 1949 في شيكاغو في الولايات المتحدة.

## وصلات خارجية
- جيري غودمان على موقع IMDb (الإنجليزية)
- جيري غودمان على موقع ميوزك برينز (الإنجليزية)
- جيري غودمان على موقع أول ميوزيك (الإنجليزية)
- جيري غودمان على موقع ديسكوغز (الإنجليزية)